# Sisters Are Doin' It for Themselves
Singles par Eurythmics
There Must Be an Angel (Playing with My Heart)
(1985) It's Alright (Baby's Coming Back)
(1986)
Singles par Aretha Franklin
Who's Zoomin' Who
(1985) Another Night
(1986)
Sisters Are Doin' It for Themselves est une chanson interprétée en duo par le groupe britannique Eurythmics et la chanteuse américaine Aretha Franklin, sortie en single en octobre 1985. Elle figure à la fois sur l'album Be Yourself Tonight d'Eurythmics et sur celui d'Aretha Franklin, Who's Zoomin' Who?.

## Écriture et enregistrement
Écrite et composée par Annie Lennox et Dave Stewart, la chanson se veut un hymne féministe. Le duo voulait l'enregistrer avec une chanteuse de renom et à tout d'abord pensé à Tina Turner mais celle-ci a refusé, trouvant les paroles trop féministe. Le choix s'est alors porté sur Aretha Franklin,.
Pendant l'enregistrement, trois musiciens accompagnant habituellement Tom Petty sont présents : Stan Lynch à la batterie, Benmont Tench à l'orgue et Mike Campbell à la guitare. Nathan East est à la basse et The Charles Williams Gospel Choir dans les chœurs.

## Distinction
La chanson fut nommée pour le Grammy Award de la meilleure prestation vocale R&B par un duo ou un groupe en 1986.

## Classements hebdomadaires
| Classement (1985)                      | Meilleure place |
| -------------------------------------- | --------------- |
| Allemagne (GfK Entertainment)          | 22              |
| Australie (ARIA)                       | 15              |
| Belgique (Flandre Ultratop 50 Singles) | 28              |
| Canada (RPM 100 Singles)               | 33              |
| États-Unis (Billboard Hot 100)         | 18              |
| Irlande (IRMA)                         | 5               |
| Nouvelle-Zélande (RMNZ)                | 6               |
| Pays-Bas (Nederlandse Top 40)          | 20              |
| Pays-Bas (Single Top 100)              | 17              |
| Royaume-Uni (UK Singles Chart)         | 9               |
| Suisse (Schweizer Hitparade)           | 20              |

## Musiciens
- Annie Lennox : chant, claviers
- David A. Stewart : guitare, claviers
- Aretha Franklin : chant
- Nathan East: basse
- Stan Lynch : batterie
- Benmont Tench : orgue
- Mike Campbell : guitare
- The Charles Williams Singers : chœurs gospel

## Reprise
La chanson est reprise en 2005 par la chanteuse belge Natalia en duo avec le groupe The Pointer Sisters. Le single atteint la 2e place de l'Ultratop 50 Singles flamand.